# Troels Vinther
Troels Rønning Vinther (24 de febrer de 1987) és un ciclista danès, professional des del 2006 fins al 2019. En el seu palmarès destaca la victòria al Gran Premi Herning de 2011 i 2018.

## Palmarès
- 2005
  -  Campió de Dinamarca en ruta junior
  - 1r a la Lieja-La Gleize
  - Vencedor d'una etapa del Tour de Pays de Vaud
  - Vencedor d'una etapa del Gran Premi Rüebliland
- 2009
  -  Campió de Dinamarca contrarellotge per equips
  - Vencedor d'una etapa del Tour de l'Avenir
  - Vencedor de la classificació de la muntanya de la Volta a Dinamarca
- 2010
  - Vencedor de 2 etapes de la Festningsrittet
- 2011
  - 1r al Gran Premi Herning
  - Vencedor d'una etapa del Circuit de les Ardenes
- 2014
  - Vencedor d'una etapa del Circuit de les Ardenes
  - Vencedor d'una etapa del Tour de Loir i Cher
- 2018
  - 1r al Gran Premi Herning